# Sambilawang (Waringinkurung)
Sambilawang is een bestuurslaag in het regentschap Serang van de provincie Banten, Indonesië. Sambilawang telt 3916 inwoners (volkstelling 2010).